# Wulfstan
Wulfstan – podróżnik, prawdopodobnie anglosaski, który ok. roku 890 odbył żeglugę z Hedeby na Półwyspie Jutlandzkim (dzisiejsze Niemcy) w kierunku wschodnim, wzdłuż południowego wybrzeża Bałtyku, w celu zebrania informacji geograficznych na temat ziem nadbałtyckich. Po siedmiu dniach żeglugi Wulfstan dotarł do ziem zamieszkanych przez Estów (Prusów) oraz do portu Truso położonego nad jeziorem Druzno. Następstwem podróży było opisanie podróży przez badacza, wraz z dokładnym opisem osady Truso i niektórych zwyczajów Estów.
Król Wesseksu Alfred Wielki zawarł relację Wulfstana z tej podróży, gdy uzupełniał dzieło późnorzymskiego historyka Pawła Orozjusza Historia przeciw poganom opisem ziem Europy Północnej.
Fragment opisu podróży z relacji Wulfstana:
Wulfstan (...) wyruszył z Haede [duńskie Hedeby], że przybył do Truso w siedem dni i nocy: A Słowiańszczyznę [dosłownie Weonodland, „kraj Wendów”] mieliśmy aż do ujścia Wisły przez cały czas po prawej stronie. Wisła ta jest wielką rzeką i przez to dzieli Witland i kraj Słowian [„Wendów”]. A Witland należy do Estów [chodzi o ludy bałtyjskie]. A taż Wisła wypływa z ziemi Słowian i spływa do Zalewu Estyjskiego [dosłownie „Morze Estyjskie”], a ten Zalew Estyjski jest co najmniej piętnaście mil szeroki. Od wschodu spływa tutaj do Zalewu Estyjskiego rzeka Ilfing [czyli rzeka „Elbląg”] – z tego jeziora nad którego brzegiem stoi Truso [jezioro Druzno]. I schodzą się tutaj w Zalewie Estyjskim na wschodzie rzeka Ilfing z kraju Estów i na południu rzeka Wisła z kraju Słowian. Tutaj zaś Wisła zabiera rzece Ilfing jej nazwę i spływa z tego zalewu do morza na północnym zachodzie. I dlatego nazywa się Wisłoujście. (...)
Od lat 30. XIX w. trwały spory o miejsce, w którym niegdyś istniała legendarna osada. Dopiero w 1982 roku ślady osady odnalazł archeolog Marek Jagodziński.